# ژوردی آلمیدا
ژوردی آلمیدا (انگلیسی: Jordi Almeida؛ زادهٔ ۳ سپتامبر ۱۹۹۳) با نام اصلی ژوردی مارتینز آلمیدا دروازه‌بان فوتبال اهل برزیل است که برای باشگاه فوتبال سنترو اسپورتیوو آلاگوانو در لیگ سری آ برزیل بازی می‌کند.
از باشگاه‌هایی که در آن بازی کرده‌است می‌توان به باشگاه ورزشی واسکو دوگاما و باشگاه فوتبال تراکتورسازی تبریز اشاره کرد.
وی همچنین در تیم ملی فوتبال زیر ۲۰ سال برزیل بازی کرده‌است.

## تراکتورسازی تبریز
تو در نیم فصل دوم فصل ۹۷–۱۳۹۶ با نظر یحیی گل محمدی به‌طور قرضی به تراکتورسازی پیوست. او اولین بازی خود را مقابل سایپا و در غیاب یحیی انجام داد که در این بازی موفق به کلین شیت نشد و مهدی ترابی دو بار دروازه اش را باز کرد.
اما در ادامه کار با عملکرد مناسبش باعث اطمینان تی تی‌ها به خود شد. آلمیدا توانست دو بازی خارج از خانه در مشهد مقابل مشکی پوشان و پدیده کلین شیت کند و در اولین بازی آسیایی خود مقابل الاهلی عربستان با وجود شکست تیمش عملکرد خوبی داشت و توانست بارها دروازه تیمش را نجات دهد.